# Ergoline
 (décembre 2013).
Si vous disposez d'ouvrages ou d'articles de référence ou si vous connaissez des sites web de qualité traitant du thème abordé ici, merci de compléter l'article en donnant les références utiles à sa vérifiabilité et en les liant à la section « Notes et références ».
L'ergoline est un composé chimique hétérocyclique dont la structure est la base de nombreux alcaloïdes, notamment de psychotropes comme le LSD.
Les dérivés de l'ergoline sont notamment utilisés en pharmacie comme vasoconstricteurs, dans le traitement des migraines ou pour lutter contre la maladie de Parkinson.
Les composés à base d'ergoline ont été isolés à partir de l'ergot du seigle, un champignon ascomycète qui parasite les ovaires des céréales et cause une maladie appelée ergotisme.